# Vipera barani
Vipera barani е вид змия от семейство Отровници (Viperidae). Видът е почти застрашен от изчезване.

## Разпространение и местообитание
Разпространен е в Турция.
Обитава гористи местности, хълмове, храсталаци, крайбрежия и плажове.

## Описание
Популацията на вида е намаляваща.